# Altone di Altomünster
Alto, o Altone (... – 760), è stato un monaco cristiano irlandese.

## Biografia
Di discussa origine irlandese o scozzese, nel 760 fondò nella diocesi di Frisinga, in Baviera, l'Altomünster, un monastero attorno al quale si sviluppò un centro abitato tuttora presente.

## Culto
Viene ricordato nel Martirologio Romano il 9 febbraio: